# Кантабрія
Канта́брія (ісп. Cantabria) — автономна спільнота і однойменна провінція на півночі Іспанії. Столиця та найбільше місто — Сантандер. Назва походить від античного кельтського народу кантабрів.

## Адміністративний устрій
Кантабрія адміністративно поділяється на 102 муніципалітети.